# K. R. Narayanan

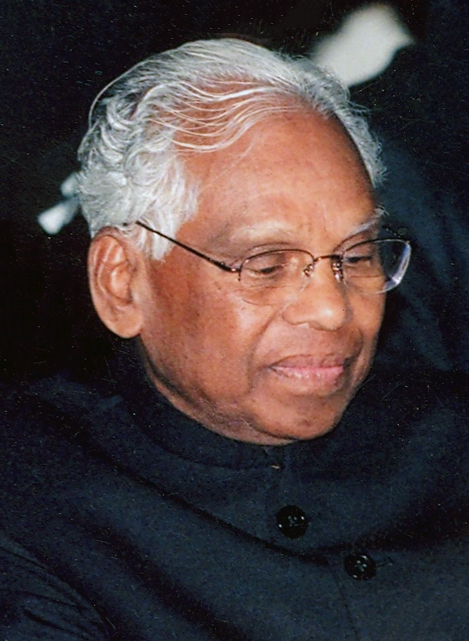
K. R. Narayanan, 2000

K. R. Narayanan (Kocheril Raman Narayanan; Malayalam കെ.ആർ. നാരായണൻ; * 27. Oktober 1920 in Uzhavoor, Kerala; † 9. November 2005 in Neu-Delhi) war ein indischer Politiker und von 1997 bis 2002 Präsident der Republik Indien.

## Leben
Noch während der britischen Kolonialzeit wurde er Lehrer, dann Journalist, und er erhielt ein Stipendium an der renommierten London School of Economics. Von dort holte ihn Regierungschef Jawaharlal Nehru in den auswärtigen Dienst, für den er unter anderem als Botschafter in Peking und Washington wirkte.
Mitte der 1980er Jahre wechselte er in die Politik. Er wurde Abgeordneter, dann Minister. 1992 stieg er zum Vizepräsidenten auf und wurde am 14. Juli 1997 mit großer Mehrheit zum Staatspräsidenten Indiens gewählt. Die offizielle Bekanntgabe des Wahlergebnisses erfolgte am 17. Juli 1997, am 25. Juli trat er das Amt an. Mit ihm übernahm erstmals ein Dalit, ein Angehöriger einer Unberührbaren-Kaste, das höchste Amt im Staate. Er übte das Amt bis Juli 2002 aus und setzte sich für die Abschaffung des 3.500 Jahre alten indischen Kastensystems ein. A. P. J. Abdul Kalam wurde am 25. Juli 2002 sein Nachfolger.